# Кубок Арабского залива
Кубок наций Арабского залива или Кубок Залива (араб. كأس الخليج العربي‎) — футбольный турнир для стран залива, проводимый каждые два года.
Кубок наций залива был создан во время проведения летних олимпийских игр 1968 года в Мехико Бахрейном, Кувейтом, Саудовской Аравией и Катаром. Первый Кубок Залива прошёл в Бахрейне.
Действующий чемпион сборная Ирака, завоевав свой четвертый титул на 25-м Кубке Залива в 2023 году.

## Победители
| Год     | Организатор       | Чемпион           | Второй призёр     |
| ------- | ----------------- | ----------------- | ----------------- |
| 1970    | Бахрейн           | Кувейт            | Бахрейн           |
| 1972    | Саудовская Аравия | Кувейт            | Саудовская Аравия |
| 1974    | Кувейт            | Кувейт            | Саудовская Аравия |
| 1976    | Катар             | Кувейт            | Ирак              |
| 1979    | Ирак              | Ирак              | Кувейт            |
| 1982    | ОАЭ               | Кувейт            | Бахрейн           |
| 1984    | Оман              | Ирак              | Катар             |
| 1986    | Бахрейн           | Кувейт            | ОАЭ               |
| 1988    | Саудовская Аравия | Ирак              | ОАЭ               |
| 1990    | Кувейт            | Кувейт            | Катар             |
| 1992    | Катар             | Катар             | Бахрейн           |
| 1994    | ОАЭ               | Саудовская Аравия | ОАЭ               |
| 1996    | Оман              | Кувейт            | Катар             |
| 1998    | Бахрейн           | Кувейт            | Саудовская Аравия |
| 2002    | Саудовская Аравия | Саудовская Аравия | Катар             |
| 2003    | Кувейт            | Саудовская Аравия | Бахрейн           |
| 2004    | Катар             | Катар             | Оман              |
| 2007    | ОАЭ               | ОАЭ               | Оман              |
| 2009    | Оман              | Оман              | Саудовская Аравия |
| 2010    | Йемен             | Кувейт            | Саудовская Аравия |
| 2013    | Бахрейн           | ОАЭ               | Ирак              |
| 2014    | Саудовская Аравия | Катар             | Саудовская Аравия |
| 2017-18 | Кувейт            | Оман              | ОАЭ               |
| 2019    | Катар             | Бахрейн           | Саудовская Аравия |
| 2021    | Ирак              | Ирак              | Оман              |

## Титулы
| Кол-во | Сборная           | Год                                                        |
| ------ | ----------------- | ---------------------------------------------------------- |
| 10     | Кувейт            | 1970, 1972, 1974, 1976, 1982, 1986, 1990, 1996, 1998, 2010 |
| 4      | / Ирак            | 1979, 1984, 1988, 2023                                     |
| 3      | Саудовская Аравия | 1994, 2002, 2003                                           |
| 3      | Катар             | 1992, 2004, 2014                                           |
| 2      | ОАЭ               | 2007, 2013                                                 |
| 2      | Оман              | 2009, 2017                                                 |
| 1      | Бахрейн           | 2019                                                       |

- Ирак был исключён из соревнований с 1991 по 2003 год из-за войны в Персидском заливе

## Голы
| Сборная           | Забито мячей | Турниры | Сыграно игр | Мячей за игру |
| ----------------- | ------------ | ------- | ----------- | ------------- |
| Кувейт            | 181          | 20      | 99          | 1.83          |
| Саудовская Аравия | 144          | 19      | 94          | 1.53          |
| Катар             | 110          | 20      | 97          | 1.13          |
| Бахрейн           | 103          | 19      | 91          | 1.13          |
| ОАЭ               | 94           | 19      | 93          | 1.01          |
| / Ирак            | 86           | 9       | 45          | 1.91          |
| Оман              | 69           | 18      | 91          | 0.76          |
| Йемен             | 9            | 5       | 18          | 0.50          |

- Кувейт забил 100-й гол 25 марта 1986 года в матче против Омана.
- Саудовская Аравия забила 100-й гол 30 октября 1998 года в матче против Кувейта
- Катар забил 100-й гол 16 декабря 2004 года в матче против Омана
- Бахрейн забил 100-й гол 23 ноября 2010 года в матче против Омана

В таблице не учитываются голы из матчей, результат которых был аннулирован (1972 — матчи Бахрейна, 1982 и 1990 матчи Ирака)
В таблице учтены голы в матчах предварительного раунда 1974 года
В таблице не учитываются голы из послематчевых пенальти

## Другие рекорды
Крупнейшая победа — с разницей 8 мячей
- Кувейт 8:0  Оман (31 марта 1976)

Наибольшее кол-во мячей в игре — 8 мячей
- Кувейт 8:0  Оман (29 марта 1976)
- Ирак 7:1  Саудовская Аравия (1 апреля 1976)
- Кувейт 6:2  Катар (2 ноября 1998)

Другие крупные победы 
- Кувейт 6:1  Бахрейн (18 января 2013)
- Ирак 5:0  Йемен (12 января 2023)

Наибольшее кол-во мячей в одной игре — 5 мячей
- Маджид Абдулла  Саудовская Аравия (4 апреля 1979 года в матче против  Катара)
- Джасим аль-Хувайди  Кувейт (2 ноября 1998 год в матче против  Катара)

Наибольшее кол-во мячей в одном турнире — 10 мячей
- Хуссейн Саид  Ирак (1979)